# Acaena × gracillima
Acaena × gracillima é uma espécie híbrida de rosácea do gênero Acaena, pertencente à família Rosaceae.